# Mollenbeck (münsterländisches Adelsgeschlecht)

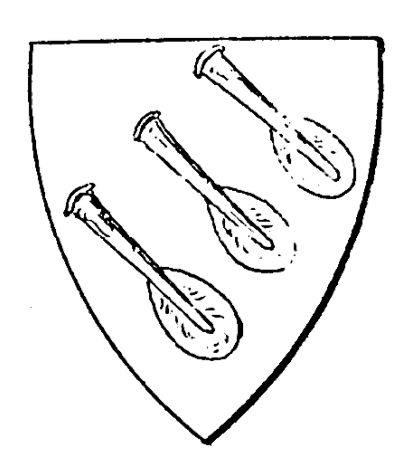
Wappen derer von Mollenbeck

Mollenbeck (auch Mollenbeck genannt Kun(dt)schop, Kunschop genannt Mollenbeck o. ä.) ist der Name eines im 16. Jahrhundert erloschenen münsterländischen Adelsgeschlechts.
Die Familie ist von zwei gleichnamigen, aber wappenverschiedenen Adelsgeschlechtern, einer westfälisch-badischen und einer lippischen Familie, zu unterscheiden (siehe Mollenbeck).

## Geschichte
Das Geschlecht hatten seinen namensgebenden Urstammsitz auf dem Haus Möllenbeck, einem ursprünglich welfischen, später lippischen Lehngut im Kirchspiel Wolbeck. Laut Anton Fahne stammte vermutlich Walter de Mulinbecke, der 1144 als Zeuge in einer Urkunde des Klosters Überwasser und 1177 in einer Urkunde des Klosters Cappenberg erscheint, von diesem Gut. 1271 belehnte der Herzog von Braunschweig die Edelherren zur Lippe mit Gut Möllenbeck. Später wurde es lippisches Allod. 1360 jedenfalls verkauften Edelherr Bernhard V. zur Lippe († 1364/65) und seine Frau Richardis von der Mark und ihre Töchter Alheid, Mechtild und Heilwig dieses Gut, das zuvor die Brüder Nikolaus und Johannes Monych als Mannlehen besaßen, dem Henrico dicto Monych. Zu diesem Zeitpunkt waren die Mollenbeck schon nicht mehr Besitzer des namensgebenden Guts.
Ab 1426 erscheinen die Mollenbeck mit dem Beinamen „Kunschop“ o. ä. Die erste mit dem Beinamen auftretende Person war Hinrich Kunscap / Hinrich Moleman geheten Kunscap, der 1426 erstmals in einer Münsteraner Urkunde erscheint und 1431 Ahlener Bürgermeister war. 1428, 1437 und 1443 erscheint derselbe als Zeuge. 1450 bestätigte Heinrich von Molenbeke genannt Kunschapp dem Erzbischof von Köln seine Belehnung mit der Freigrafschaft „Honwerde“ und den übrigen Freistühlen im Bistum Münster. Dieser Heinrich von Mollenbeck genannt Kunschop war mit einer Elisabeth (Elseke) verheiratet. Seine Mutter hieß ebenfalls Elisabeth, sein Bruder Ludolff. 1471 verkauften sie zusammen ihr Haus, Hof und Speicher in Sendenhorst. Das Siegel der Urkunde zeigt die drei Pfeile. 1488 erscheint Ludeloff van Mollenbecke gen. Kunsthop als Urkundenzeuge. Ein Jahr später tritt derselbe Ludoff als Knappe und erwählter Richter in Erscheinung. Auch er siegelt mit dem Pfeile-Siegel.
1498 war Heinrich von Mollenbeck genannt Kunschop bereits ein zweites Mal verheiratet. Seine zweite Ehefrau hieß Leneke. Aus erster Ehe hatte er die beiden Söhne Wilhelm und Heinrich. Zusammen verkauften sie vor einem Richter in Münster ihren Hof Wysch im Kirchspiel Sendenhorst, Bauerschaft zu Bracht. 1500 verkaufen Heinrich Kuntschop und seine Frau Leneke eine Rente aus Land und einem Hof in Ahlen. Zu diesem Zeitpunkt wohnten die Eheleute bereits auf Haus Severinghausen im Kirchspiel Altahlen, Bauerschaft Esten.
1516 bis 1520 tritt ein weiterer Richter namens Ludolff van Mollenbecke genannt Kuntschop in Erscheinung. Er war Richter zu Sendenhorst für den Münsteraner Bischofs Erich.
Zwischen 1520 und 1537 verkauften die o. g. Söhne Heinrichs, Wilhelm und Heinrich, Heinrich auch zusammen mit seiner Frau Katharina, verschiedene Immobilien. Der Ältere der Brüder, Wilhelm von Mollenbeck genannt Kunschop, war im weiteren Verlauf 1537 bis mindestens 1555 wie sein Onkel Ludolf für den Münsteraner Fürstbischof Richter (Gograf) zu Sendenhorst.
1558 treten schließlich noch Brüder Wylhelm und Jaspar Kundtscop auf, als sie eine Schuld aus einem Pfändungsgeschäft beurkunden. Die Brüder kündigten die Besiegelung mit dem Siegel des Vaters an. Wenig danach scheint die Familie ausgestorben zu sein. Haus Severinghausen jedenfalls fiel vor Ende des 16. Jahrhunderts an die Familie Cloet.

## Wappen
Blasonierung: Drei schrägrechts gestellte Armbrustpfeile übereinander. Auf dem Helm zwei Blätter an langen Stielen. Die Tingierung ist nicht überliefert.